# Relais mixte de patinage de vitesse sur piste courte aux Jeux olympiques de 2022
Navigation
Milan-Cortina 2026
Le relais mixte sur 2 000 mètres de patinage de vitesse sur piste courte aux Jeux olympiques de 2022 a lieu les 5 février 2022 au Palais omnisports de la capitale de Pékin. C'est la première fois qu'il est disputé aux Jeux olympiques.

## Médaillés
| Or                                                                      | Argent | Bronze                                                                                   |
| Chine Qu Chunyu Fan Kexin Wu Dajing Ren Ziwei (Zhang Yuting) (Sun Long) | Italie Arianna Fontana Martina Valcepina Andrea Cassinelli Pietro Sighel (Yuri Confortola) (Arianna Valcepina) | Hongrie Zsófia Kónya Petra Jászapáti Shaoang Liu Shaolin Sándor Liu (John-Henry Krueger) |

## Faits marquants
Avec sa médaille en finale, Arianna Fontana devient la personne la plus médaillée de l'histoire du patinage de vitesse sur piste courte aux Jeux olympiques.

## Résultats

### Finale A
| Rang | Pays    | Patineurs                                                                                               | Temps               | Notes |
| ---- | ------- | --- | ------------------- | ----- |
| 1    | Chine   | Qu Chunyu Fan Kexin Wu Dajing Ren Ziwei (Zhang Yuting) (Sun Long)                                       | 2 min 37 s 34       |       |
| 2    | Italie  | Arianna Fontana Martina Valcepina Andrea Cassinelli Pietro Sighel (Yuri Confortola) (Arianna Valcepina) | 2 min 37 s 39       |       |
| 3    | Hongrie | Zsófia Kónya Petra Jászapáti Shaoang Liu Shaolin Sándor Liu (John-Henry Krueger)                        | 2 min 40 s 92 chute |       |
| PEN  | Canada  | Florence Brunelle Kim Boutin Steven Dubois Jordan Pierre-Gilles (Courtney Sarault) (Pascal Dion)        | PEN                 |       |

### Finale B
| Rang | Pays       | Patineurs                                                                                      | Temps | Notes |
| ---- | ---------- | ---------------------------------------------------------------------------------------------- | ----- | ----- |
| 1    | Pays-Bas   | Selma Poutsma Suzanne Schulting Xandra Velzeboer Itzhak de Laat Sjinkie Knegt Jens van 't Wout |       |       |
| 2    | Kazakhstan | Yana Khan Olga Tikhonova Adil Galiakhmetov Denis Nikisha Abzal Azhgaliyev                      |       |       |

### Demi-finales
| Rang | Poule | Pays       | Patineurs                                                                                                | Temps                                     | Notes |
| ---- | ----- | ---------- | --- | ----------------------------------------- | ----- |
| 1    | 1     | Canada     | Florence Brunelle Courtney Sarault Kim Boutin Steven Dubois Jordan Pierre-Gilles Pascal Dion             | 2 min 36 s 808                            | QA    |
| 2    | 1     | Italie     | Arianna Fontana Martina Valcepina Andrea Cassinelli Pietro Sighel (Yuri Confortola) (Arianna Valcepina)  | 2 min 36 s 895                            | QA    |
| 3    | 1     | Kazakhstan | Yana Khan Olga Tikhonova Adil Galiakhmetov Denis Nikisha Abzal Azhgaliyev                                | 2 min 42 s 575                            | QB    |
| 4    | 1     | Pays-Bas   | Selma Poutsma Suzanne Schulting Xandra Velzeboer Itzhak de Laat Sjinkie Knegt Jens van 't Wout           | 2 min 51 s 919 chute de Suzanne Schulting | QB    |
| 1    | 2     | Hongrie    | Zsófia Kónya Petra Jászapáti Shaoang Liu Shaolin Sándor Liu (John-Henry Krueger)                         | 2 min 38 s 052                            | QA    |
| 2    | 2     | Chine      | Qu Chunyu Fan Kexin Wu Dajing Ren Ziwei (Zhang Yuting) (Sun Long)                                        | 2 min 38 s 783                            | QA    |
| PEN  | 2     | États-Unis | Corinne Stoddard Kristen Santos Andrew Heo Ryan Pivirotto                                                | PEN                                       |       |
| PEN  | 2     | ROC        | Sofia Prosvirnova Ekaterina Efremenkova Elena Seregina Semen Elistratov Konstantin Ivliev Pavel Sitnikov | PEN                                       |       |

### Quarts de finale
| Rang | Poule | Pays         | Patineurs                                                                                                | Temps                | Notes |
| ---- | ----- | ------------ | --- | -------------------- | ----- |
| 1    | 1     | Chine        | Qu Chunyu Fan Kexin Wu Dajing Ren Ziwei (Zhang Yuting) (Sun Long)                                        | 2 min 37 s 535       | Q     |
| 2    | 1     | Italie       | Arianna Fontana Arianna Valcepina Andrea Cassinelli Pietro Sighel (Yuri Confortola) (Martina Valcepina)  | 2 min 38 s 308       | Q     |
| 3    | 1     | Corée du Sud | Choi Min-jeong Kim Alang Lee Yu-bin Lee June-seo Hwang Dae-heon Park Jang-hyuk                           | 2 min 48 s 308 chute |       |
| 4    | 1     | Pologne      | Nikola Mazur Kamila Stormowska Michal Niewinski Lukasz Kuczynski                                         | 2 min 50 s 513 chute |       |
| 1    | 2     | Pays-Bas     | Selma Poutsma Suzanne Schulting Xandra Velzeboer Itzhak de Laat Sjinkie Knegt Jens van 't Wout           | 2 min 36 s 437       | Q     |
| 2    | 2     | Canada       | Florence Brunelle Courtney Sarault Kim Boutin Steven Dubois Jordan Pierre-Gilles Pascal Dion             | 2 min 36 s 747       | Q     |
| 3    | 2     | Kazakhstan   | Yana Khan Olga Tikhonova Adil Galiakhmetov Denis Nikisha Abzal Azhgaliyev                                | 2 min 43 s 004       | q     |
| 4    | 2     | France       | Tifany Huot-Marchand Gwendoline Daudet Sébastien Lepape Quentin Fercoq                                   | 2 min 51 s 221 chute |       |
| 1    | 3     | Hongrie      | Zsófia Kónya Petra Jászapáti Shaoang Liu Shaolin Sándor Liu (John-Henry Krueger)                         | 2 min 38 s 396       | Q     |
| 2    | 3     | ROC          | Sofia Prosvirnova Ekaterina Efremenkova Elena Seregina Semen Elistratov Konstantin Ivliev Pavel Sitnikov | 2 min 38 s 445       | Q     |
| 3    | 3     | États-Unis   | Maame Biney Kristen Santos Andrew Heo Ryan Pivirotto                                                     | 2 min 39 s 043       | q     |
| 4    | 3     | Japon        | Sumire Kikuchi Shione Kaminaga Kazuki Yoshinaga Kota Kikuchi Yuki Kikuchi Katsunori Koike                | 2 min 39 s 112 chute |       |